# Сабинин, Виталий Иосифович
Виталий Иосифович Сабинин, известный под партийной кличкой Анатолий Собино (1883— 14 декабря 1905, Ростов-на-Дону) — революционер, один из организаторов подпольных типографий, нелегал, член боевого штаба по руководству восстанием 1905 года в городе Ростове-на-Дону. Погиб на баррикадах.

## Биография
Родился в семье бедного крестьянина, трудился в Главных ростовских железнодорожных мастерских. С ранних лет работал в РСДРП(б), занимался открытием подпольных типографий, распространением литературы, изданием листовок и прокламаций, участвовал в операциях по устранению провокаторов, освобождению революционеров из рук полиции. Арестовывался, позже бежал из заключения, перейдя на нелегальное положение, вступает в боевую дружину РСДРП.
В дни событий Декабрьской революции 1905 года, является помощником руководителя восстания в Ростове-на-Дону — «Макса» (Бутягина), возглавляет группу бомбистов в районе Темерника. Во время штурма позиций, одним из первых встречает атаку казаков. Погибает от пули, торжественно похоронен на местном кладбище.

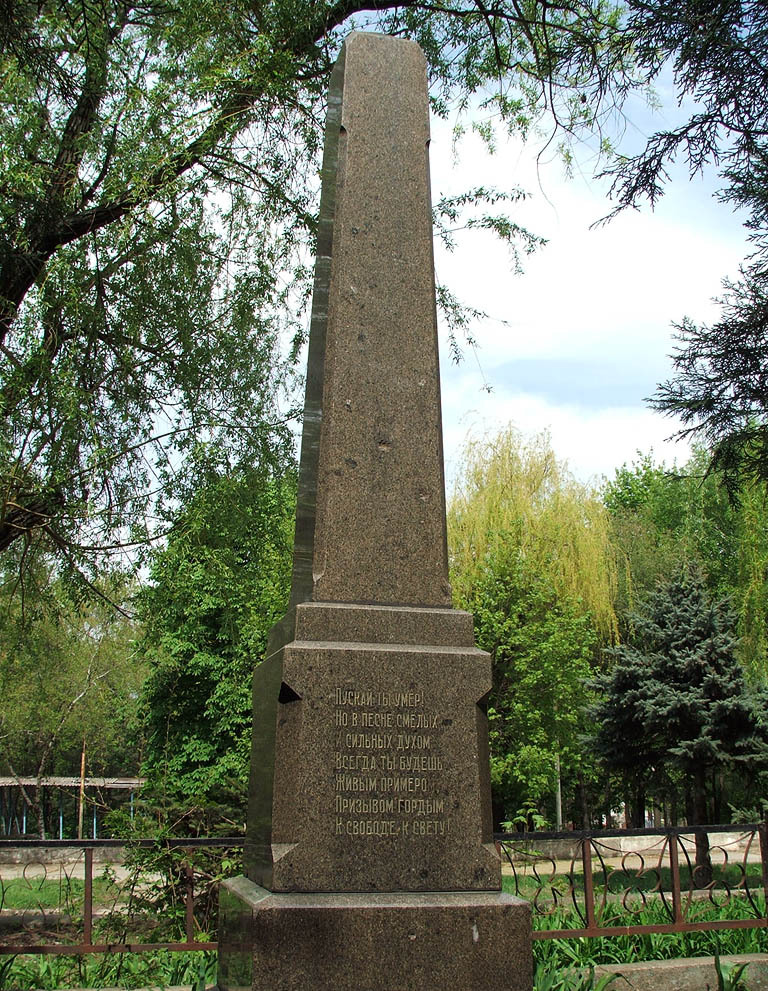
Памятник на могиле Виталия Сабинина (Анатолия Собино)

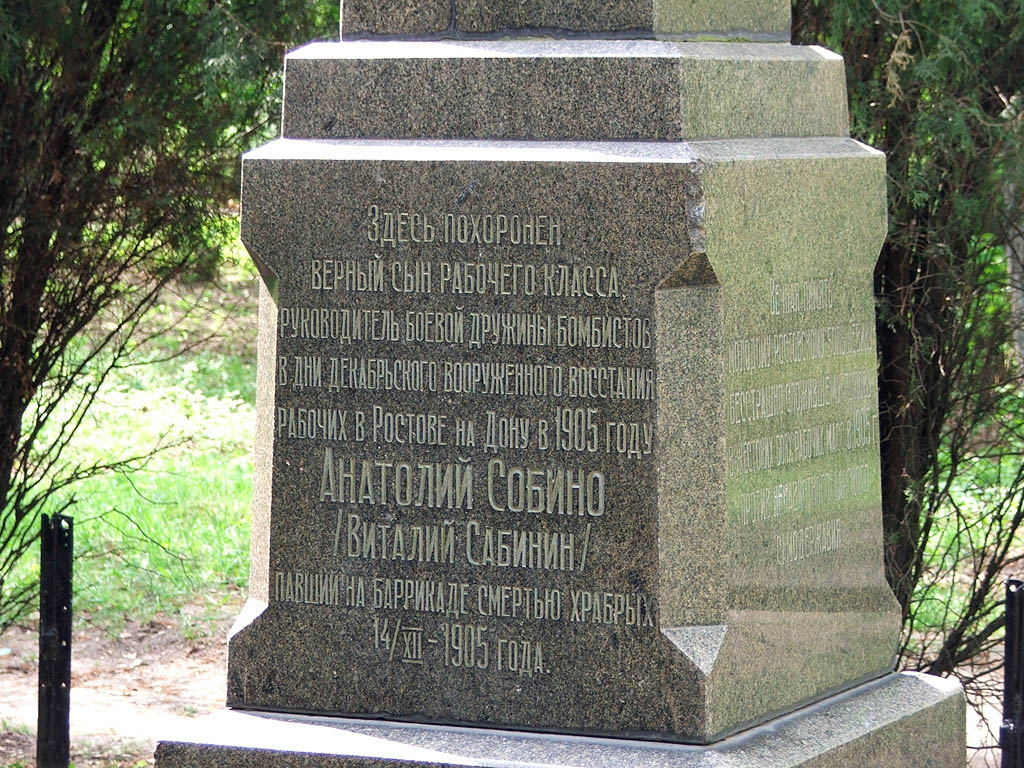
Надпись на памятнике

Позднее, в конце 1960-х годов, на месте кладбища и детского парка (по карте Ростова-на-Дону 1917 года), был разбит городской парк, носящий имя Анатолия Собино. В парке на гранитном обелиске выбито: «Здесь похоронен верный сын рабочего класса, руководитель боевой дружины бомбистов в дни декабрьского вооруженного восстания в Ростове-на-Дону Анатолий Собино (Виталий Сабинин), павший на баррикаде смертью храбрых 14.XII— 1905 года». Кроме могилы Анатолия Собино в парке осталась сохранённой ещё одна могила — революционеров, погибших от взрыва бомбы в Главных ростовских железнодорожных мастерских 2 сентября 1920 года.

## Память
Именем Анатолия Собино названа одна из улиц города Ростова-на-Дону, а также городской парк в Железнодорожном районе города.